# Stazione di Vallecas
La stazione di Vallecas è una stazione ferroviaria della linea Madrid-San Fernando de Henares, ubicata all'intersezione tra l'Avenida de la Democracia e la Calle Jesús del Pino, nella parte nord del centro storico del quartiere madrileno di Vallecas.

## Storia
La prima stazione ferroviaria di Vallecas fu inaugurata nel 1859 quando venne posta in servizio la linea ferroviaria della compagnia MZA, la Madrid-Saragozza. Negli anni ottanta la stazione di Vallecas è stata integrata nella rete di treni di Cercanías. È rimasta in servizio fino al 4 marzo 1999 quando venne chiusa per essere sostituita da una nuova stazione ubicata a circa 200 metri di distanza.
In questa stessa data fu inaugurata la stazione Sierra de Guadalupe della linea 1 della metropolitana di Madrid.

## Movimento
L'infrastruttura è servita linee C-2, C-7 e  C-8 della rete delle cercanías di Madrid.

## Interscambi
La stazione consente l'interscambio con la fermata Sierra de Guadalupe della linea 1 della metropolitana di Madrid.
Nelle vicinanze della stazione effettuano fermata alcune linee urbane automobilistiche, gestite da EMT Madrid.
- Fermata metropolitana (Sierra de Guadalupe, linea 1)
- Fermata autobus